# Джеймс Магнуссен
Джеймс Магнуссен  (англ. James Magnussen, 11 квітня 1991) — австралійський плавець, олімпійський медаліст. Також він є багаторазовим чемпіоном світу.

## Виступи на Олімпіадах
| Олімпіада   | Дисципліна                            | Місце  |
| ----------- | ------------------------------------- | ------ |
| Лондон 2012 | плавання на 50 метрів вільним стилем  | 11     |
| Лондон 2012 | плавання на 100 метрів вільним стилем | Срібло |
| Лондон 2012 | естафета 4 × 100 вільним стилем       | 4      |
| Лондон 2012 | комплексна естафета 4 × 100           | Бронза |
| Ріо 2016    | естафета 4 × 100 вільним стилем       | Бронза |